# Elias Lönnrot
Elias Lönnrot (født 9. april 1802 i Sammatti i det vestlige Nyland, død 19. marts 1884 sammesteds) var en finsk sprog- og folkedigtningsforsker. 
Lönnrot var søn af en fattig landsbyskrædder. Han var bestemt til faderens profession, men havde kun lyst til læsning. Forskellige gange blev han sat i skole, således navnlig 1815—18 i Åbo; men familiens fattigdom var så stor, at han atter måtte tages hjem, uden dog derfor at opgive sine kære boglige sysler. 
1820, kort efter at være kommen på gymnasiet i Borgå, tog han mod en plads som apotekerlærling i Tavastehus. Hans opvakthed og usædvanlige kundskaber skaffede ham her velyndere, ved hvis støtte, i forbindelse med eget udholdende arbejde, han blev student i 1822 .
1827 tog han kandidateksamen i filosofi, kastede sig derpå over lægevidenskaben, blev 1830 medicinsk kandidat, 1832 dr. med., karakteristisk nok ved en afhandling "om finnarnas magiska medicin". Hans interesse var nemlig i høj grad blevet vakt for finsk folkepoesi og alt, hvad der knytter sig til den. 
Allerede 1828 havde han selv, for største del til fods, gennemvandret en del af det østlige Finland for at samle folkesange. Resultatet offentliggjorde han under fællestitelen Kantele (4 hefter 1829—31). Lignende rejser foretog han i 1831 og, efter at være blevet distriktslæge i Kajana i 1832, gentagne gange i de følgende år frem til 1844. 
Han besøgte på denne måde efterhånden store dele af Finland og de tilgrænsende egne, navnlig russisk Karelen, og nåede også både til Lapland, Ingermanland og Estland. Det var en uanet rig høst af gamle og nyere folkedigte, han derved gjorde. En stor række sådanne af mytisk indhold sammenarbejdede han, med større frihed end en strengere kritik kan billige, men med fin forståelse af den finske folkepoesi, til den storartede digtcyklus, som han gav navnet Kalevala (1835, 2. meget forøgede udgave 1849 og senere).
Hertil sluttede sig Kanteletar, en stor samling af mindre, episke og lyriske digte (1840, på ny 1864, 1887), en samling af "det
finske folks ordsprog" (Suomen kansan sanalaskuja, 1842), og gåder (Suomen kansan arvoituksia, 1844, forøget udgave 1851) og endelig
en noget frit behandlet udgave af gamle tryllesange (Suomen kansan muinaisia loitsurunoja, 1880). Under alt dette blev hans interesse mere
og mere fokuseret på selve det finske sprog, til hvis forskellige dialekter han efterhånden ved at færdes rundt omkring blandt folket havde
erhvervet sig et enestående kendskab. 
Lönnrots fortjeneste er det særlig, netop på grundlag af dette kendskab, at have uddannet det finske skriftsprog i den form, hvori det nu er fuldt anerkendt, og ved at øse af folkets mund og ånd at have udviklet dets rigdom i alle retninger. I sin Flora fennica, Suomen kasvisto (1860 og senere) har han for eksempel fastslået den botaniske nomenklatur, og på lignende måde bidraget til at fæstne det juridiske sprog, o. s. fr. Ligeledes var han virksom som formand for den finske salmebogkomité, og bearbejdede eller forfattede selv en række salmer.
Imidlertid var ved Castréns død 1852 professoratet i finsk ved universitetet i Helsinki blevet ledigt, og trods store betænkeligheder gav Lönnrot efter for indtrængende opfordringer, søgte pladsen og fik den 1853 efter at have udgivet en afhandling "om det nord-tschudiska språket". (Tchuderne taler østersøfinsk, og er kendt fra den samiske sagnverden som fjenden østfra. ) I denne stilling virkede han så til 1862, da han tog sin afsked. Han flyttede nu til sin fødeby Sammatti, hvor han tilbragte resten af sit liv i utrættelig virksomhed. Her afsluttede han således sit store Finskt-svenskt lexikon (udkommet 1874—80), som han allerede fra 1840'erne havde arbejdet på.